# IC 1257
IC 1257 ist die Bezeichnung eines offenen Sternhaufens im Sternbild Ophiuchus. IC 1396 hat eine Winkelausdehnung von  5′ × 5′ und eine scheinbare Helligkeit von 13,1 mag.